# Theodor Wulf

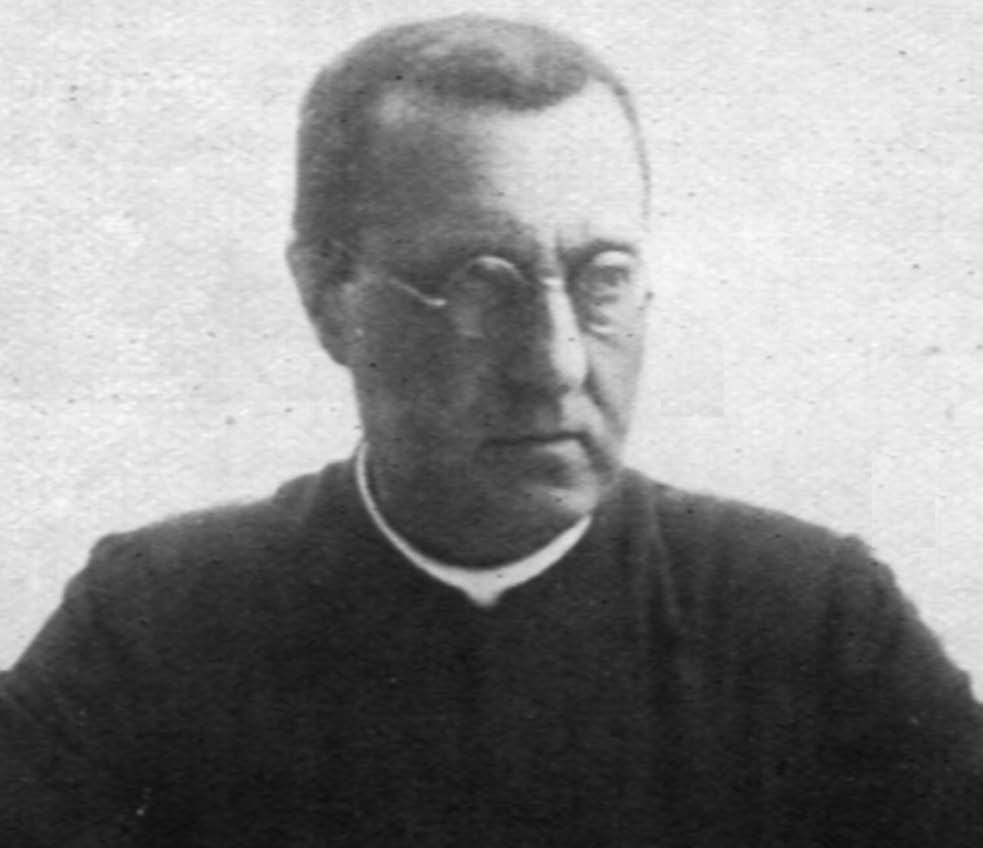
Theodor Wulf in 1910

Theodor Wulf (Hamm, 28 juli 1868 – Hallenberg, 19 juni 1946) was een Duits jezuïetenpater en natuurkundige. Hij was een van de eerste wetenschappers die de aanwezigheid van kosmische straling opmerkte.

## Biografie
Wulf werd een jezuïetenpater op 20-jarige leeftijd voordat hij natuurkunde studeerde onder Walther Nernst aan de universiteit van Göttingen. Van 1904 tot 1914 en van 1918 tot 1935 was hij docent aan een rooms-katholieke middelbare school in Valkenburg, Zuid-Limburg.
Hij ontwierp en bouwde een zeer gevoelige elektroscoop waarmee hij de aanwezigheid kon aantonen van energierijke geladen deeltjes (of elektromagnetische golven). De reden is dat na verloop van tijd zelfs een zeer goed geladen elektroscoop zijn lading verliest. Na de ontdekking van radioactiviteit dacht men dat deze ontlading werd veroorzaakt door natuurlijke stralingsbronnen in de grond. Wulf voorspelde dat als hij ver genoeg verwijderd was van deze bronnen hij minder ontlading zou detecteren.
Om deze veronderstelling te bewijzen vergeleek hij in 1910 de straling op de grond als op de top van het toenmalig hoogste bouwwerk ter wereld, de Eiffeltoren. Toen hij de 300 meter hoge toren opklom merkte hij dat in plaats van een sterke afname de straling geenszins afnam maar juist iets was toegenomen. De resultaten van zijn vierdaagse observatie op de Eiffeltoren publiceerde hij in een artikel in het Physikalische Zeitschrift. Echter zijn resultaten werden in eerste instantie niet geaccepteerd.
Dit veranderde in 1912 toen de Oostenrijkse natuurkundige Victor Franz Hess de bevindingen van Wulf onder ogen kreeg. Met behulp van een heteluchtballon mat hij de ontlading op 5 km hoogte, waar hij een duidelijke toename zag van de straling. Volgens Hess was de straling afkomstige uit de ruimte en aldus werd Wulf de ontdekker van Höhenstrahlung (later kosmische straling genoemd).

## Publicaties
- Einsteins Relativitätstheorie (1921)
- Lehrbuch der Physik (1926)
- Elektrostatische Versuche mit Anwendung des Universalelektroskops (1928)
- Die Schwingungsbewegung (1931)
- Die Faden-Elektrometer (1933)
- Die Bausteine der Körperwelt (1935)

- Biblioteca Nacional de España: XX1496890
- Catàleg d'autoritats de noms i títols de Catalunya: 981058520444206706
- Gemeinsame Normdatei: 117388653
- International Standard Name Identifier: 0000 0001 1030 8381
- Library of Congress Control Number: no2018127396
- Nationale Bibliotheek van Tsjechië: xx0204074
- Nationale Bibliotheek van Israël: 987007402033305171
- Nederlandse Thesaurus van Auteursnamen: 069197792
- Système universitaire de documentation: 14446506X
- Virtual International Authority File: 89544883
- WorldCat: E39PBJdmmJDxPJTw3RmJBphyh3